# Bruce Lee, My Brother
A Bruce Lee, My Brother egy 2010-ben bemutatott hongkongi életrajzi film, mely Bruce Lee életéről szól. A film rendezője Raymond Yip, főszereplői Aarif Lee (Lee), szülei szerepében Tony Leung Ka-fai és Christy Chung. Producere Bruce lee öccse, a zenész Robert Lee.

## Cselekmény
A fiatal Bruce lázadó típusú volt, aki gyakran keveredett utcai verekedésbe barátaival, Konggal és Unicornnal együtt. Bár harcosként legyőzhetetlen volt, életének romantikus részei nem voltak olyan egyszerűek és sikeresek. Fülig szerelmes Pearl-be, ám barátja, Kong ugyanígy érez.
Apja kívánsága ellenére Bruce tai-chi helyett Wing Chunt tanul és belekóstol a nyilvános győzelem érzésébe egy versenyen. A győzelem estéjén rájön, hogy Kong drogfüggő, ezért Unicornnal együtt lerombolják a drogbáró búvóhelyét, melynek következtében mind a triádok, mind a korrupt rendőrök célpontjává válik. Hogy életét megmentse, apja San Franciscóba küldi őt, hogy ott folytassa tanulmányait.

## Szereplők
- Aarif Lee – Bruce Lee[3]
- Tony Leung Ka-fai – Bruce apja, Lee Hoi-chuen
- Christy Chung – Bruce anyja, Grace Ho
- Jennifer Tse – Cho Man Yee
- Michelle Ye – Bruce nénikéje, Lee Hap Ngan
- Lee Heung-kam – Bruce nagymamája
- Jin Au-yeung –  Unicorn Chan/Sloppy Cat
- Angela Gong Mi – Leung Man Lan
- Zhang Yishan – Lau Kin Kong
- Hanjin Tang- Skinny
- Wilfred Lau
- Lawrence Cheng – Ko Lo Chuen
- Candice Yu – Cho Tat-wah felesége
- Cheung Tat-ming – Feng Feng
- Chin Kar-lok – Shek Kin
- Frankie Ng
- Andrew Nelson – Andrew atya
- Ken Lo
- Cheung Siu-fai – Cho Tat-wah
- Kristy Yang
- Charles Ying
- Abe Kwong
- He Xinwei – James Wong
- Alex Man –  Ng Cho-fan
- Dylan Sterling
- Alex Yen – Charlie Owen

## Fogadtatás

### Díjak, jelölések
A filmet jelölték a 30. Hong Kong Film Awards két kategóriájában is. Legjobb színész kategóriában Tony Leung Ka-fai, legjobb új előadó kategóriában Hanjin Tang kapta a jelölést.